# Ivan Susanin
Ivan Susanin (in russo Ива́н Суса́нин?; Oblast' di Kostroma, ... – Oblast' di Kostroma, 1613) è stato un patriota russo.
Boscaiolo di mestiere, assurse al rango di eroe popolare e di martire nella Russia degli inizi del XVII secolo. È considerato l'eroe nazionale russo insieme a Aleksandr Nevskij.

## Premessa

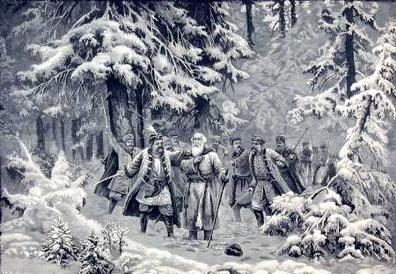
Un dipinto del XIX secolo in cui è rappresentata la morte di Susanin.

Nel 1619 un certo Bogdan Sobinin di Domnino, villaggio vicino a Kostroma, ricevette dallo zar Michele di Russia metà del villaggio Derevišči. Secondo il decreto imperiale, queste terre gli vennero concesse quale ricompensa per i meriti acquisiti dal suo patrigno Ivan Susanin.
Susseguenti decreti (1641, 1691 e 1837) ribadirono quanto riportato in quello del 1619, secondo il quale Ivan Susanin "venne investigato da milizie polacche e lituane ed assoggettato ad incredibili e feroci torture allo scopo di fargli rivelare dove si trovasse il grande zar, ed egli non disse nulla pur consapevole che sarebbe stato sottoposto a torture e ad ogni genere di vessazione per vendetta. Non rispose alle domande e morì a seguito delle torture subite da parte dei polacchi e dei lituani".
Nei primi anni del XIX secolo i decreti imperiali attrassero l'attenzione degli storiografi russi e Ivan Susanin fu proclamato eroe nazionale russo e divenne un simbolo della devozione dei contadini russi nei confronti dello zar. Gradualmente, si andò evolvendo la leggenda sulla vita e la morte di Ivan Susanin.

## Leggenda
Il villaggio di Domnino era di proprietà di Ksenija Ivanovna Šestova, moglie del patriarca Filarete e madre di Michele di Russia. Dopo l'elezione al trono di Russia nel 1612, lo Zemskij sobor inviò il principe Vorotynskij e diversi altri boiardi ad informare Michele, allora dimorante a Domnino, dell'avvenuta elezione. A quel tempo, in quella parte di Russia, erano presenti diversi distaccamenti di milizie polacche. Esse sostenevano Sigismondo III di Polonia, re di Svezia dal 1592 al 1599 e di Polonia dal 1587 al 1632, che rifiutava di accettare la sconfitta e continuava a rivendicare il trono di Russia. Uno di questi distaccamenti venne a conoscenza della notizia dell'elezione del nuovo zar ed inviò delle truppe a Kostroma, allo scopo di trovare e uccidere il giovane Michele.
Si dice che questi poliziotti non conoscessero bene la strada per Domnino, così iniziarono a chiedere informazioni alla gente del luogo. In un bosco vicino al villaggio trovarono un boscaiolo, Ivan Susanin, che promise loro di condurli, attraverso una scorciatoia nella foresta, al Monastero Ipat'ev, dove era nascosto Michele. I nemici lo seguirono e nulla si seppe più di loro: si presume che Susanin li condusse in un punto in cui la foresta era più fitta, tanto che non trovarono più una via d'uscita e morirono tutti in una freddissima notte di febbraio. Un nipote di Susanin, che Ivan aveva segretamente inviato per un percorso diverso al monastero, riuscì ad avvertire Michele e i monaci lo nascosero alle ulteriori incursioni polacche. Michele fu incoronato zar e regnò sulla Russia per 32 anni, fondando la dinastia dei Romanov.

## Eredità

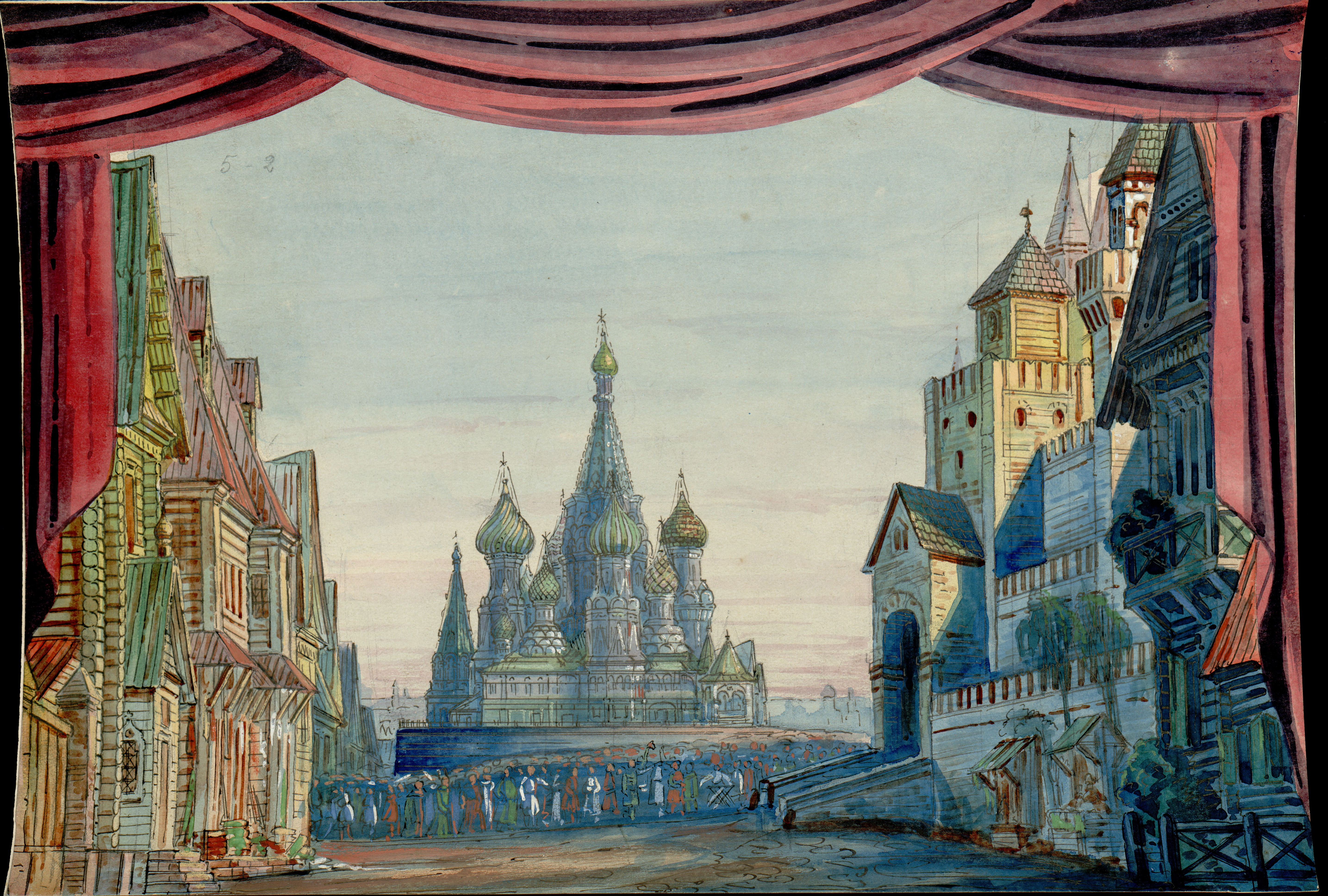
Scena dell'opera Una vita per lo zar ispirata alla vita di Ivan Susanin

La storia e l'immagine di Ivan Susanin divenne un'icona del patriottismo russo ed ispirò molti artisti, compositori e scrittori, specialmente nell'Impero russo. Kondratij Ryleev glorificò l'impresa di Susanin in un poema. Michail Ivanovič Glinka compose una delle prime opere russe di rinomanza internazionale, Ivan Susanin (dal titolo originale Una vita per lo Zar). L'opera subì nel tempo diverse modifiche del titolo. Il titolo originale avrebbe dovuto essere "Ivan Susanin", il nome dell'eroe, ma a seguito della presenza dello zar Nicola I alla prova generale, Glinka decise di modificare il titolo in "Una vita per lo Zar" per ingraziarsene la benevolenza.
Questo titolo rimase in Russia fino alla Rivoluzione russa, quando venne modificato in "Ivan Susanin". Il libretto dell'opera venne rifatto per rendere l'argomento aderente alle nuove idee anti monarchiche del regime al governo. Lo scrittore e poeta sovietico Daniil Charms dedicò un racconto parodistico a Susanin nel 1939 ed inserito nei suoi "Casi". Nel 1838, Nicola I ordinò la costruzione di un monumento a Susanin a Kostroma, ma questo venne distrutto dai Bolscevichi, offesi dalla statua dello zar incorporata nel monumento. Successivamente venne eretto un monumento all'eroe.
Nikolaj Kostomarov, uno storico oppositore di Nicola I, fu il primo ad adombrare dubbi sulla storicità della leggenda. Egli rimase perplesso per il fatto che Michele di Russia era residente nel Monastero di Ipat'ev e non nel villaggio di Domnino. Le sue argomentazioni vennero comunque smontate da storici più ortodossi come Michail Pogodin e Sergej Solov'ëv. Il termine "Susanin" è divenuto, nel linguaggio corrente russo, un modo ironico per indicare una persona che si presta a condurre in un posto dicendo di conoscere la strada, ma che non riesce nell'impresa.